# كينيث دبليو. ماك
كينيث دبليو. ماك (بالإنجليزية: Kenneth W. Mack)‏ هو مؤرخ أمريكي، ولد في 14 ديسمبر 1964.